# Desničarski populizam
Desničarski populizam je politička ideologija koja odbacuje trenutni politički konsenzus i često kombinuje individualizam, etnocentrizam i anti-elitizam. Smatra se da je populizam zbog svog obraćanja običnom čoveku nasuprot elitama. U Evropi, desničarski populizam je izraz koji se koristi da opiše grupe, političare i političke partije obično poznate po svojoj opoziciji imigraciji, naročito iz islamskog sveta i, u većini slučajeva i euroskepticizmu. Desničarski populizam u Zapadnom svetu je obično povezan sa ideologijama kao što su Novi nacionalizam, anti-globalizacija, nativizam, protekcionizam i opozicija imigraciji.
Tradicionalni desničarski pogledi kao što su opozicija povećanju podrške državi blagostanja i šema o "raskošnijoj ali i restriktivnijoj domaćoj socijalnoj potrošnji" su takođe opisane pod desničarskim populizmom i ponekad ih nazivamo šovinizam blagostanja.
Od 1990-ih desničarskog populističke stranke postaju zastupljene u zakonodavstvu različitih demokratija uključujući Kanadu, Norvešku, Francusku, Izrael, Poljsku, Rusiju, Rumuniju i Čile, i ulaze u koalicione vlade u Švajcarskoj, Austriji, Holandiji, Novom Zelandu, Italiji, Izraelu i Poljskoj. Iako su ekstremni desničarski pokreti u Sjedinjenim Državama izučavani odvojeno, gde se oni obično nazivaju "radikalna desnica", neki pisci ih razmatraju kao isti fenomen. Desničarski populizam u Sjedinjenim Državama je takođe blisko povezan sa paleokonzervatizmom. Desničarski populizam se razlikuje od konzervatizma, ali nekoliko desničarsko-populističkih stranaka imaju svoje korene u konzervativnim političkim partijama. Druge političke stranke imaju veze sa fašističkim pokretima nastalim u vreme međuratnog perioda kada su italijanski, nemački, mađarski, španski i japanski fašizam došli na vlast.
Od ranih 2010-ih desničarsko-populističkim pokretima kao što su Nacionalni front u Francuskoj, Stranka za slobodu u Holandiji i Stranka za nezavisnost Ujedinjenog Kraljevstva, počinje da raste, velikim delom zbog povećanja opozicije imigraciji sa Bliskog Istoka i Afrike podižući euroskepticizam i nezadovoljstvo u ekonomsku politiku u Evropskoj Uniji. Politički pogledi predsednika Donalda Trampa u 2016. godini rezimirani su od strane stručnjaka kao desničarsko-populistički i nacionalistički.

## Definicija
Klasifikacija desničarskog populizma u jednu političku porodicu pokazala se teškom, i nije sigurno da li smislena kategorija postoji, ili je to samo grupa kategorija, po kojima se stranke razlikuju u ideologiji, organizaciji i liderskoj retorici. Takođe, suprotno tradicionalnim strankama, one ne pripadaju internacionalnim organizacijama srodnih partija, i ne koriste slične termine da opišu sebe. Jedina istovetnost je da su one više desničarske od ostalih političkih partija na "levo ili desno" osi.
Naučnici koriste terminologiju nedosledno, ponekad se pozivajući na desničarski populizam kao "radikalno pravo" ili na druge termine kao što je Novi nacionalizam. Pipa Noris je primetila da "standardni referentni radovi koriste neizmenične tipologije i raznolike oznake kategorišući  partije kao 'krajnja' ili 'ekstremna' desnica, 'nova desnica', 'antimigrantske' ili 'neofašističke', 'antiestablišment', “nacionalpopulističke”,”protestne”,”etičke”,”autoritarne”, “antivladine”, “antipartijske”,”ultranacionalističke”, “neoliberalne”, “libertarijalne” itd.

## Po državama
Piero Ignazi podelio je desničarsko-populističke stranke, koje je nazivao 'ekstremne desničarske stranke', na dve kategorije: on je postavio tradicionalne desničarske partije koje su se razvile iz istorijske desnice i postindustrijske stranke koje su se razvile nezavisno. Smestio je Britansku nacionalnu partiju, Nacionalnu demokratsku partiju Nemačke, Nemački narodni savez i bivšu holandsku Centralnu stranku u prvu kategoriju, čiji prototip bi bio raspušten italijanski Socijalni pokret; francuski Nacionalni front, nemačke Republikance, holandske Central demokrate, bivši belgijski Flamanski blok(koji je obuhvatao izvesne aspekte tradicionalnih ekstremnih desničarskih stranaka), Dansku partiju napretka, Norvešku partiju napretka i Slobodarsku partiju Austrije smestio je u drugu kategoriju.
Desničarsko-populističke stranke na engleskom govornom području obuhvataju Stranku za nezavisnost Ujedinjenog Kraljevstva, australijsku Jednu Naciju i Prvo Novi Zeland, kao i Partiju divlje ruže u kanadskoj provinciji Alberta. Američka Republikanska stranka i Konzervativna partija Kanade uključuju desničarsko-populističke frakcije.

### Australija
Glavna desničarska partija u Australiji je „Jedna Nacija“, vođena od strane Pauline Hanson, senatora Kvinslenda. Jedna Nacija tipično podržava Koaliciju.
Ostale partije koje su predstavljene u Australijskom Parlamentu sa desničarskim elementima i retorikom su „Australian Conservatives“,vođena od strane Kori Bernardija, senatora Južne Australije, liberalna „Liberal Democratic Party“, vođena od strane David Leyohjelm, senatora Novog Južnog Velsa i „Katter’s Australian Party“ na čelu sa Bob Karterom. Bernardi i Leyonhjelm su formirali blok za glasanje u Australijskom Senatu.
Neke ličnosti u „Liberalnoj stranci Australije“ (koja je deo koalicije) su opisane kao desničari, na primer bivši premijer Toni Abot.

### Kanada
Kanada ima dug niz desničarskih protest partija i političara, najviše u Zapadnoj Kanadi zbog Zapadnog isključivanja. Veoma uspešna „Social Credit Party of Canada“ je uzastopno osvajala mesta sedišta u Britanskoj Kolumbiji, Alberti i Saskačevanu ali je taj niz prestao sedamdesetih godina prošlog veka. „Reform Party of Canada“ na čelu sa Prestonom Manningom je još jedna veoma uspešna desničarska partija koja je nastala kao rezultat politike centralno-desničarske Progresivno Konzervativne stranke koja je isključivala Plave torise. Obe partije su se na kraju spojile u Konzervativnu partiju Kanade.
Poslednjih godina desničarski populistički elementi su postojali unutar Konzervativne partije Kanade,a najznačajnijih su predstavljeni u Ontariju od strane Kellija Leitcha,biznismena Kevina Olerija i bivšeg gradonačelnika Toronta, Roba Forda.

### Evropske države
Glavne diplomate EU su izrazile svoju zabrinutost zbog ruskog finansiranja desničarskih i populističkih partija u Evropi i izjavili su za časopis „Fajnenšal tajms“ da su bezbednosne agencije „nekolicine“ država su podigli opreznost zbog mogućih veza sa Moskvom. U 2016-oj, Češka Republika je upozorila da Rusija želi da “zavadi pa vladaj“ EU putem podrške desničarskih populističkih partija kroz Evropu.

#### Austrija
Austrijska partija za slobodu je uspostavljena 1955 od strane bivšeg naciste koji je hteo da predstavi "Treći Kamp", pored socijalističke partije i socijal katoličke austrijske narodne partije. Nasledila je Federaciju za nezavisnost koja je uspostavljena posle Drugog Svetskog rata koja je u sklopu imala predratni nemački nacionalizam. Iako nije dobila punu pažnju nekoliko decenija, ona je ostvarila znatnu ravnotežu moći podupirući nekoliko saveznih vlada, bilo da se radi o desnoj ili levoj strani, npr. Kabineta socijalističke vojske iz 1970. godine (vidi vezu Kreisky-Peter-Wiesenthal).
Od 1980. stranka slobode usvojila je liberalniji stav. Po saveznim izborima 1983. godine ušao je u koalicijsku vladu s Socijalističkom strankom, pri čemu je predsednik stranke Norbert Steger bio zamenik kancelara. Ipak, liberalni sporazum se završio kada je 1986. izabran za predsednika Jörga Haidera. Haider je svojim skromnim i patriotskim stavom ponovno integrirao nacionalističke baze birača stranke. Ipak, bio je u stanju da dobije glasove iz velikih delova stanovništva koji su bili razočarani politikom javno osudivši korupciju i nepotizam austrijskog Proporz sistema. Izborni uspeh podstaknut je ulaskom Austrije u EU 1995. godine.
Nakon saveznih izbora 1999. Slobodna stranka sa 26,9% glasova dobila je zvanje druge najjače stranke u parlamentu Nacionalnog veća. Nakon što je ušao u koalicijsku vladu s Narodnom strankom, Haider je morao da se suoči sa hendikepom nekoliko ministara FPÖ-a, ali i nemogućnošću agitacije protiv članova vlastitog kabineta. 2005. godine konačno se suprotstavio gubitku ugleda Stranke slobode od strane Saveza za budućnost Austrije (BZÖ) kako bi nastavio svoju vladu. Preostali članovi FPÖ-a izabrali su predsednika Heinz-Christian Strachea; Od saveznih izbora 2006. godine obe desne stranke su se vodile odvojeno. Nakon što je Haider ubijen u automobilskoj nesreći 2008. godine, BZÖ je izgubio merljivu količinu potpore.

#### Holandija
U Holandiji,desničarski pokret je bio predstavljen u 150 sedišta u Predstavničkom domu kongresa u 1982, kada je Centralna Partija osvojila glasanje. Tokom 1990s,, Centralni demokrati su bili uspešniji iako je razlika bila neznatna. Tek se posle 2002 desničarsko populistička partija probila u Holandiji, kada je Pim Fortuyn List osvojio 26 mesta i formirao koaliciju sa VVD i CDA. Fortuyn koji je imao snažan stav protiv imigracije,pogotovo muslimana, je ubijen u maju 2002,dve nedelje pre izbora. Koalicija je prestala 2003 i partija je opadala sve dok se nije raspala.
Od 2006, Partija za slobodu predstavljana je u Predstavničkom Domu Kongresa. Prateći glavne izbore 2010, bili su u paktu sa desničarskom vladom manjine od VVD i CDA nakon sto je osvojio 24 mesta u Predstavničkom Domu Kongresa. Partija je euroskeptična i igra glavnu ulogu u menjanju stava Holandske Vlasti prema Evropskim integracijama, nakon što su  osvojili drugo mesto 2009 na Evropskim Parlamentarnim Izborima, osvojivši 4 od 25 sedišta. Strankina glavna politika partije je bila o strogim kritikama o Islamu, restrikcije o imigrantima iz novih evropskih zemalja i Islamskih zemalja, zalažući se za asimilaciju  imigranata prema Holandskom društvu, suprotstavljajući se pristupanju Turske u Evropsku Uniju, zalaganje za Holandiju da izadje iz Evropske Unije i zalaganje da se vrati Holandska valuta.
 PVV je povukao svoju podršku za Prvi Rut kabiner u 2012 nakon sto su odbili mere štednje. Ovo je pokrenulo izbore 2012 u kojim su PVV smanjeni na 15 mesta i izostavljeni iz nove vlade. U izborima 2017, predstavnik PVV Vilders je dobio još 5 mesta i time je PVV postala druga najveća stranka u Predstavničkom domu kongresa,čime je zbir mesta 20.

#### Belgija
Flamanski blok osnovan je 1978, operisao na platformi zakona i reda,  anti-imigracije (sa posebnim fokusom na Islamsku imigraciju) i secesiji Flandrijskog regiona zemlje. Završetak secesije je prvobitno planiran aneksijom Flandrije od strane kulturno i lingvistički slične Holandije, dok taj plan nije bio odbačen zbog multikulturalizma u toj zemlji. U toku izbora Flamanskog parlamenta u junu 2004, stranka je prikupila 24,2% glasova, samo 2% manje od liderske partije. Bilo kako bilo u novembru iste godine, partija je proglašena ilegalnom u okviru anti-rasističkog prava za, pored ostalih stvari, zagovaranje socijalno diferenciranih škola između građana i imigranata. Za manje od nedelju dana partija je ponovo uspostavljena pod imenom „Flamanski interes’’ sa skoro identičnom ideologijom. Zagovara da imigranti ukoliko žele da ostanu trebaju da prihvate Flandrijsku kulturu i jezik. Uprkos nekim optužbama antisemitizma od strane Belgijske jevrejske populacije, partija je demonstrirala odanost pro-Izraelskom stavu kao deo njihove opozicije Islamu. Sa 18 od 124 mesta „Flandrijski interes’’ je uveo opoziciju u Flamanski parlament. I takođe je imao 11 od 150 mesta u Belgijskoj Komori predstavnika.

#### Francuska
U Francuskoj, glavna desničarska partija je Nacionalni Front. Od kandidature Marin le Pen na izborima na čelu partije u 2011, Nacionalni Front je utvrđen kao jedan od glavnih političkih partija u Francuskoj ali takođe i kao najjača i najuspešnija partija u Evropi 2015. godine. Le Pen je bila kandidat na predsedničkim izborima u Francuskoj 2017. godine. U drugom krugu izgubila je od Emanuela Makrona.

#### Nemačka
Još od 2014, najpoznatija desničarska populistička partija je bila „Alternativa za Nemačku. Od januara 2017 desničarske populističke partije nisu ulazile u Bundestag-Nacionalni parlament Nemačke, ali kandidati „Alternative za Nemačku su bili izabrani za više od 100 mesta u Nemačkom Državnom Parlamentu. Levičarski populizam je reprezentovan u Bundestagu od strane „Levice.
Na regionalnom nivou desničarski populistički pokreti kao „Pro NRW i „BIW-građani u besu sporadično privlače neku podršku. Republikanci vođeni od strane Franca Šonhubera 1989. ušli  su u državni parlament Berlina i dostigli više od 7% Nemačkih glasova izglasanih u okviru „1989 Evropskih elekcija, sa 6 mesta u Evropskom parlamentu. Partija je takođe osvojila mesta u „ Landtag of Baden Wurtemberg dva puta u 1992 i 1996. Posle 2000. Republikanska podrška erodirala je u korist desničarske „ Nemačke Narodne Unije,, i  „Nacionalne Demokratske Partije Nemačke, koji su na  Federalnim izborima 2009 držali 1,5% glasova (osvajajući čak do 9% u regionalnim „Landtag parlamentarnim izborima).
U 2005 nacionalno rasprostranjen „Pro-Nemački gradjanski pokret je osnovan u Kelnu. Pokret se ispoljio kao konglomerat mnogobrojnih malih partija, glasačkih asocijacija i društava, razlikujući sebe kampanjom protiv Islamskih ekstremista i muslimanskih imigranata. Njeni predstavnici zastupaju krajnje netolerantnu politiku i borbu protiv korupcije. Sa poricanjem multietničkog društva i buđenjem navodne islamizacije, pro-politika se širi do desničarskih pozicija. Ostale manje desničarske populističke partije uključuju „ Nemačku partiju Slobode osnovanu 2010, bivše istočne Nemačke „Nemačka Socijalna Unija (DSU), rascepljene „ Partije ofanzive vladavine prava (Schill party).

#### Kipar
ELAM  (nacionalni narodni front) je formiran na temeljima održanja kiparskog identiteta, protivno daljoj Evropskoj integraciji, imigraciji i statusu quo koji ostaje zbog Turske invazije na trećinu ostrva (i manjka namere internacionalne zajednice da reši problem).

#### Poljska
Poljski Kongres novog prava rukovođen od strane Mišala Marušika, promoviše koncepte kao što su radikalno smanjenje poreza podstaknuto ukidanjem socijalnog osiguranja, univerzalnu javnu zdravstvenu zaštitu, državno sponzorisanu edukaciju i ukidanje komunističke Poljske 1994 agrokulturalne reforme, kao put ka dinamičnom ekonomskom i socijalnom rastu. Usled nedostatka empirijskih i ekonomskih dokaza prezentovanih od strane partijskih lidera i članova, partija se smatra populističkom od strane kako desničarskih tako i levičarskih publicista.

#### Danska
Početkom 1970ih, sedište jedne od najjačih desničarskih partija u Evropi bilo je u Danskoj, “Napredna stranka”.Na izborima 1973, dobili su skoro 16% glasova. U narednim godinama njihova podrška se smanjivala, i 1990ih je zamenjena “Danskom Narodnom partijom”, koja je postala značajna podrška vladajućoj liberalno-konzervativnoj koaliciji tokom 2000ih. “Danska Nradona partija” je najveća i najuticajnija desničarska populistička stranka u Danskoj danas. Dobili su 15 mesta na Danskim opštim izborima 2015 i postali druga najveća stranka u Danskoj. “Danska Narodna partija” zagovara smanjenje imigracija, posebno iz nezapadnih zemalja, podržava kulturne asimilacije prve generacije migranta u dansko društvo i protive se tome da Danska postane multikulturalno društvo.
Dodatno ciljevi “Danske Narodne partije”su da sprovode striktnu vladavinu prava, da zadrže jak sistem socijalne zaštite za one kojima je to potrebno, da promovišu ekonomski rast ojačavajući obrazovanje i ohrabrujući ljude da rade, u korist očuvanja životne sredine. Godine 2015, oformljena je “Nova desnca”, ali još nisu učestvovali na izborima.  

#### Italija
U Italiji, najistaknutija populistička stranka političke desnice je Severna liga za nezavisnost Padanije, čije vođe odbacuju oznaku desnice, ali ne i termin „populistička“. LN je federalistička, regionalistička i donekle secesionistička partija, osnovana 1991. kao federacija nekoliko regionalnih partija Severne i Centralne Italije, od kojih se većina pojavila i proširila tokom osamdesetih godina. Njen program zastupa transformaciju Italije u federalnu državu, fiskalni federalizam i veću regionalnu autonomiju, naročito za severne regije. Ova partija je povremeno zastupala i otcepljenje Severne Italije, koju zove Padanija. LN uopšteno zauzima stav protiv Južne Itaije, njeni članovi su poznati po tome što se protive emigraciji ljudi iz Južne Italije u gradove na severu, osuđujući ih kao one koji iskorišćavaju socijalnu pomoć i štetni su po italijansko društvo, pripisujući ekonomske probleme Italije i nejednakost ekonomije u severnim i južnim delovima navodno inherentnim osobinama onih sa juga države, kao što su lenjost, nedostatak obrazovanja i odavanje kriminalu. Poznato je da određeni članovi umeju da u javnosti koriste uvredljiv termin „terrone“, uobičajen pežorativ za ljude iz južnih regija, koji označava te negative stereotipe u vezi sa njima. Kao federalistička, regionalistička, populistička stranka severa Italije, LN takođe kritikuje centralizovanu moć i politički značaj Rima, ponekad zauzimajući, u manjem zamahu, negativan stav protiv Rimljana, uz onaj protiv Italijana sa juga.
Sa porastom imigracije u Italiju od kasnih devedesetih godina, LN je pažnju usmerila ka suprotstavljanju masovnoj imigraciji u Italiju. LN, koja je takođe protiv ilegalne imigracije, kritikuje islam i predlaže izlazak Italije iz Evrozone, smatra se pokretom protiv Evropske unije i, kao takva, priključila se Evropi slobode i direktne demokratije, grupi u Evropskom parlamentu, nakon parlamentarnih izbora 2009.  LN je bila deo državne vlade 1994, 2001-2006 i 2008-2011, uvek sa Silviom Berluskonijem na čelu. Najskorije, partija, među čijim se članovima nalaze i predsednici Lombardije i Veneta, osvojila je 4,1% glasova tokom parlamentarnih izbora 2013. Tokom evropskih izbora 2014. godine Lega Nord je osvojila 6,2% glasova, pod vođstvom Matea Salvinija.
Broj nacionalno-konzervativnih, nacionalističkih i, donekle, desničarsko-populističkih partija je velik, naročito u Laciju, regiji oko Rima i Južnoj Italiji. Većina njih su naslednice Italijanskog socijalnog pokreta (postfašističke partije, čiji je najbolji rezultat bio 8,7% glasova tokom parlamentarnih izbora 1972. godine). Uključuju Braću Italije (2% glasova 2013), Desnicu (0,6%), Novu silu (0,3%), CasaPound Italia (0,1%), Trobojni plamen (0,1%) i nekolicinu drugih.
Takođe, u Južnom Tirolu, gde se govori nemački, druga po veličini lokalna partija, Die Freiheitlichen, je često opisana kao populistička, desničarska partija.

#### Švajcarska
U Švajcarskoj, populistička desnica Švajcarske narodne partije, dostigla je najbolje rezultate na izborima 2015. godine. Za partiju se većinski smatra da je nacionalno konzervativna, ali su je takođe smatrali za "ekstremnu desnicu" I za “radikalno populističku desnicu", koja odražava spektar ideologija prisutnih između njenih članova. U svojoj dalekoj desnici uključuje članove kao što su Ulrich Schlüer, Pascal Junod, koji vode “Novu Desnicu", studijsku grupu koju su ljudi povezivali sa poricanjem holokausta I neonacizmom.
U Švajcarskoj, radikalne desničarske populističke partije su držale 10% narodnog glasa 1971 godine, smanjene su za ispod 2% 1979 I ponovo su porasle na više od 10% 1991 godine. Od 1991, ove partije (Švajcarske demokrate I Švajcarska slobodna partija) su se ujedinile u Narodnu partiju Švajcarske. Tokom devedesetih Švajcarska narodna partija je prerasla od četvrte najveće partije do toga da je postala najveća I držala je drugu poziciju u Švajcarskom federalnom veću 2003 sa istaknutim političarem I biznismenom Kristofom Bloherom. U 2015, Švajcarska narodna partija je osvijla 29,4% glasova, najveći broj glasova zabeležen ikad za jednu partiju u Švajcarskoj parlamentarnoj istoriji.

#### Grčka
Najistaknutija populistička stranka političke desnice u Grčkoj su Nezavisni Grci (ANEL). Uprkos tome što je manja od ekstremnije partije “Zlatna zora”, nakon parlamentarnih izbora januara 2015, ANEL formira vladajuću koaliciju sa političkom levicom Koalicijom radikalne levice(SYRIZA), čime je stranka postala vladajuća stranka i dobila mesto u kabinetu Aleksisa Ciprasa.
Zlatna zora je značajno porasla u Grčkoj tokom ekonomske krize u zemlji, dobijaju 7% glasova I 18 od 300 mesta u parlamentu Grčke. Ideologija stranke obuhvata aneksiju teritorija Albanije i Turske, uključujući i turske gradove Istanbul i Izmir. Kontroverzne mere koje je stranka uvela, uključivale su narodnu kuhinju u Atini koja je samo snabdevala grčke građane I ugašena je ubrzo od strane policije.
Narodni pravoslavni pokret nije predstavljen u zakonodavstvu Grčke, ali je snabdevao 2 od 22 zemlje MEPSA sve do 2014. Podržava antiglobalizaciju i niže poreze za mala preduzeća i protivi se pridruženju Turske Evropskoj Uniji kao i korišćenju imena Makedonija od strane Republike Makedonije, kao i imigraciji koja važi samo za Evropljane. Njegovo učešće u vladi je bio jedan od razloga zašto je postao nepopularan kod njegovih glasača, koji su se okrenuli ka Zlatnoj zori na izborima 2012 god.

#### Velika Britanija
Mediji kao što su New York Times, su smatrali Stranku za nezavisnost Ujedinjenog Kraljevstva (UKIP) kao najveću političku partiju desnice u Ujedinjenom Kraljevstvu. UKIP je vodio kampanju za izlazak iz Evropske Unije pre referenduma za članstvo EU 2016 godine, kao I imigracioni sistem sličan kao u Australiji.
Vladajuća partija Ujedinjenog Kraljevstva  „Konzervativna partija” videla je neslaganje sa UKIPOM oko Evropske Unije I imigrantskih debata, kao I istopolnih brakova. Osnivač, bivši gradonačelnik Londona, Boris Džonson bio je kritikovan zbog posedovanja desničarsko-populističkih pogleda tokom uspešne kampanje „Glas odsustva“.
U Severnoj Irskoj, „Demokratska Savezna partija“ je glavna desničarsko-populistička sila.

### Sjedinjene Američke Države
Mur (1996) ističe da je „ populistička opozicija rastućoj moći političkih, ekonomskih i kulturnih elita pomogla oblikovanju „Konzervativnih i desničarskih pokreta još od 1920ih. Istorijske desničarsko populističke ličnosti u Sjedinjenim Državama bili su Tomas Votson, Džo Makarti, Ваri Goldvoter, Džordž Valas i Pet Bjukenan.
Pokret čajanka je bio okarakterisan kao „ desničarski anti-sistemski populistički pokret od strane Ramuzena i Šoena (2010). Oni dodaju: „Danas je naša zemlja usled novog populističkog revolta koji se pretežno izrodio iz desnice-manifestujući sebe kroz „Pokret čajanka. New York Times procenjuje:,,Pokret čajanka je postao temelj konzervativnog populističkog nezadovoljstva. Neke političke figure su usko povezane za „Pokretom čajanka kao npr. Američki senator Ted Kruz i bivši američki predstavnik Ron Paul, koji su opisani kao desničarski populisti.
Takođe i predsednička kampanja Donalda Trampa iz 2016. je okarakterisana kao desničarsko populistička.

## Literatura
- Berlet, Chip and Matthew N. Lyons.  Right-Wing Populism in America: Too Close for Comfort. New York: Guilford Press. 2000. ISBN 978-1-57230-562-5..
- Betz, Hans-Georg.  Radical right-wing populism in Western Europe. New York: Palgrave Macmillan. 1994. ISBN 978-0-312-08390-8.
- Betz, Hans-Georg; Immerfall, Stefan (1998). The New Politics of the Right: Neo-Populist Parties and Movements in Established Democracies. Palgrave Macmillan US. ISBN 978-0-312-21338-1.. Houndsmill, Basingstoke, Hampshire, UK: Macmillan Press Ltd., .
- Fielitz, Maik; Laloire, Laura Lotte, ур. (2016). Trouble on the Far Right. Contemporary Right-Wing Strategies and Practices in Europe. Bielefeld. ISBN 978-3-8376-3720-5..
- Fritzsche, Peter.  Rehearsals for Fascism: Populism and Political Mobilization in Weimar Germany. New York: Oxford University Press. 1990. ISBN 978-0-19-505780-5.
- Geden, Oliver (2006). Diskursstrategien im Rechtspopulismus: Freiheitliche Partei Österreichs und Schweizerische Volkspartei zwischen Opposition und Regierungsbeteiligung (1st изд.). Wiesbaden: VS, Verl. für Sozialwiss. ISBN 978-3-531-15127-4.
- Greven, Thomas (2016). „The Rise of Right-wing Populism in Europe and the United States: A Comparative Perspective” (PDF). Архивирано из оригинала (PDF) 03. 12. 2020. г. (PDF). Berlin: Friedrich-Ebert-Stiftung. Приступљено 9 August 2016.
- Ignazi, Piero (2002). "The Extreme Right: Defining the Object and Assessing the Causes". In Schain, Martin; Zolberg, Aristide R.; Hossay, Patrick. Shadows over Europe: The Development and Impact of the Extreme Right in Western Europe. New York: Palgrave Macmillan.   978-0-312-29593-6.
- Kaplan, Jeffrey; Weinberg, Leonard (1998). The Emergence of a Euro-American Radical Right. New Brunswick, New Jersey: Rutgers University Press.   978-0-8135-2564-8.
- Norris, Pippa (2005). Radical Right: Voters and Parties in the Electoral Market. Cambridge, England: Cambridge University Press.   978-0-521-84914-2.
- Skenderovic, Damir (2009). The Radical Right in Switzerland: Continuity and Change, 1945-2000. Berghahn Books. ISBN 978-1-84545-580-4. JSTOR j.ctt9qcntn. doi:10.2307/j.ctt9qcntn.
- Ware, Alan (1996). Political Parties and Party Systems. Oxford University Press.   978-0-19-878076-2.

## Dodatna literatura
- Goldwag, Arthur. The New Hate: A History of Fear and Loathing on the Populist Right. Pantheon. 2012. ISBN 978-0-307-37969-6., February.
- Wodak, Ruth. The politics of fear: What right-wing populist discourses mean. London: Sage. 2015. ISBN 9781446247006.
- Wodak, Ruth, Brigitte Mral and Majid Khosravinik, editors.  Right wing populism in Europe: politics and discourse. London: Bloomsbury Academic. 2013. ISBN 978-1-78093-245-3.